# Herbert Franzoni Berla
Herbert Franzoni Berla (Río de Janeiro, 7 de abril de 1912 - Río de Janeiro, 10 de febrero de 1985) fue un ornitólogo y acarólogo brasileño.

## Algunas publicaciones
- 1946. Collected papers. Vol. 1

- 1958. Analgesidae Neotropicais. I – Duas Novas espécies de Pterodectes Robin, 1868 (Acarina – Proctophyllodinae) coletadas em Fringillidae, Aves, Passeriformes. Bol. Mus. Nac. Zool. 186: 1-6

- 1958. Analgesidae Neotropicais. III – Redescrição de Pteronyssus chiasma Trouessart, 1885 (Acarina, Pterolichinae), hóspede de Ramphastidae (Aves, Piciformes). Rev. Bras. Biol. 18 (3): 337-339

- 1959. Analgesidae Neotropicais. II– Três Novas espécies de Trouessartia Canestrini, 1889 (Acarina – Proctophyllodinae), hóspedes de Fringillidae (Aves, Passeriformes). Bol. Mus. Nac. Zool. 208: 1-8

- 1959. Analgesoidea Neotropicais. IV– Sôbre algumas espécies novas ou pouco conhecidas de acarinos plumícolas. Bol. Mus. Nac. Zool. 209: 1-17

- 1959. Analgesoidea Neotropicais. V– Sôbre uma espécie nova de Proctophyllodes Robin 1868 e redescrição de Pterolichus varians selenurus Trouessart, 1898 (Acarina, Pterolichinae). Rev. Bras. Biol. 19 (2): 203-206

- 1959. Analgesoidea Neotropicais. VI– Um novo gênero de acarinos plumícolas (Acarina, Proctephyllodinae). Hóspede de Oxiruncidae (Aves, Passeriformes). Studia Entom. 2 (1-4): 31-32

- 1960. Analgesoidea Neotropicais. VII– Novas espécies de acarinos plumícolas. Anais Acad. Bras. Ci. 32 (1): 95-105

- 1960. Analgesoidea Neotropicais. VIII– Acarinos plumícolas parasitas de aves do Brasil. Rev. Bras. Biol. 20 (2): 149-153

- 1959. Analgesoidea Neotropicais. IX– Uma nova espécie de Trouessartia Canestrini, 1899. Bol. Mus. Nac. Zool. 241:1-5

- j. Gaud, h.f. Berla. 1963. Deux genres nouveaux de Atualidades Ornitológicas N. 87:4-6 (9 de 20) [9/5/2002 19:19:06] Galeria Biographica IV. Sarcoptiformes plumicoles (Analgesoidea). Acarologia 5 (4): 644-648

- ------------, ----------------. 1964. Fainalges trichocheylus n.g, n.sp., curieux représentant de la famille des Analgidae. Acarologia 6 (4): 690-693

- ------------, w.t. Atyeo, h.f. Berla. 1972. Acariens Sarcoptiformes plumicoles parasites des Tinamous. Acarologia 14 (3): 393-453

## Honores

### Eponimia
En su honor han sido nombradas 2 especies:
- Dicrana herberti Machado Filho, 1957, insecto dermáptero
- Oxysarcodixia berlai Lopes, 1975, insecto díptero

## Abreviatura (zoología)
La abreviatura Berla  se emplea para indicar a Herbert Franzoni Berla como autoridad en la descripción y taxonomía en zoología.